# Exechia rufithorax
Exechia rufithorax är en tvåvingeart som beskrevs av Wulp 1874. Exechia rufithorax ingår i släktet Exechia och familjen svampmyggor. Inga underarter finns listade i Catalogue of Life.